# Gaetanina Calvi
Gaetanina Calvi (Milano, 1887 – Carate Brianza, 1964) è stata un'ingegnere civile italiana, prima donna laurearsi al Politecnico di Milano e la seconda in Italia dopo Emma Strada.

## Biografia
Originaria di una famiglia della Val Brembana, figlia e nipote di ingegneri, si diploma al Liceo classico Giuseppe Parini con il massimo dei voti e, nell'anno accademico 1908/1909, si iscrive a ingegneria civile al Politecnico di Milano, dove si laurea nel 1913 con 85/100. Successivamente si dà alla libera professione, prima a Milano e poi a Carate.
Lavora al progetto dell'Istituto dei Ciechi di Milano nel 1925 e inizia ad insegnare (elargendo loro una grande donazione dopo la morte della madre, nel 1933).
Nel 1940, con l'ingresso dell'Italia nella seconda guerra mondiale, si ritira dall'insegnamento, così da rimanere al sicuro in campagna.
Ha continuato a lavorare come libera professionista fino alla sua morte, avvenuta a Carate nel 1964.